# Mátraverebély
Mátraverebély é um município da Hungria, situado no condado de Nógrád. Tem 18,4 km² de área e sua população em 2015 foi estimada em 1.934 habitantes.